# Ngesrepbalong
Ngesrepbalong is een bestuurslaag in het regentschap Kendal van de provincie Midden-Java, Indonesië. Ngesrepbalong telt 2582 inwoners (volkstelling 2010).